# 徐文海
徐文海（1965年9月19日—），男，汉族，广东遂溪人，中华人民共和国政治人物，现任湖北省人民政府副省长，湖北省公安厅厅长、党委书记、督察长，中共湖北省委政法委第一副书记。